# 科馬克武阿喬 (亞利桑那州)
科馬克武阿喬（英語：Komak Wuacho）是位於美國亞利桑那州皮馬縣的一個非建制地區。該地的面積和人口皆未知。

## 地理
科馬克武阿喬的座標為32°13′25″N 112°19′48″W / 32.22361°N 112.33000°W，而該地的平均海拔高度為613米（即2011英尺）。